# 陽は昇る
陽は昇る ([lə ʒuʁ sə lɛv], "The day rises"; also known as Daybreak)は1939年に公開されたフランス映画。監督マルセル・カルネ。脚本はジャック・プレヴェールでジャック・ヴィオの小説に基づいている。この映画は、詩的リアリズムとして知られるフランスの映画運動の1つと見なされている。
この作品は1952年のSight & Sound誌の初の偉大な映画トップ10に選ばれている。